# SERPINI1
SERPINI1‏ (Serpin family I member 1) هوَ بروتين يُشَفر بواسطة جين SERPINI1 في الإنسان.